# Melanchroia mors
Melanchroia mors är en fjärilsart som beskrevs av Lucas 1857. Melanchroia mors ingår i släktet Melanchroia och familjen mätare. Inga underarter finns listade i Catalogue of Life.